# Lloyd Hildebrand
Lloyd Augustin Biden „Louis“ Hildebrand (* 25. Dezember 1870 in Tottenham; † 1. April 1924 in Levallois-Perret) war ein britischer Radsportler, der teilweise auch für Frankreich antrat.
Im Jahr 1900 nahm er bei den Olympischen Spielen in Paris am 25-km-Rennen und dem Sprint teil. Im 25-km-Rennen gewann er hinter Louis Bastien und mit einer Zeit von 28:09:40 die Silbermedaille. Im Sprint schied er im Viertelfinale aus.
Bei den UCI-Bahn-Weltmeisterschaften 1900 konnte er sich im Steherrennen über 100 km für Amateure die Bronzemedaille sichern.
Zudem gewann Hildebrand 1898 das Rennen Paris–Évreux und 1899 das Rennen Paris–Rouen.
Trotz seiner britischen Staatsbürgerschaft trat er bei sämtlichen Wettbewerben für Frankreich an, da er die meiste Zeit seines Lebens in Frankreich lebte und mit einer Französin verheiratet war. Bei den Olympischen Spielen trat er für Großbritannien an.